# Јускова Воља
Јускова Воља (слч. Juskova Voľa) насељено је мјесто са административним статусом сеоске општине (слч. obec) у округу Вранов на Топлој, у Прешовском крају, Словачка Република.

## Становништво
| Година:    | 1994. | 2004.    | 2014.   | 2024.    |
| ---------- | ----- | -------- | ------- | -------- |
| Број људи: | 278   | 315      | 320     | 287      |
| Разлика:   |       | +13,30 % | +1,58 % | -10,31 % |

| Година:    | 2023. | 2024.   |
| ---------- | ----- | ------- |
| Број људи: | 288   | 287     |
| Разлика:   |       | -0,34 % |

Према подацима о броју становника из 2024. године насеље је имало 287 становника.